# Přírodní park Horní Bavorský les

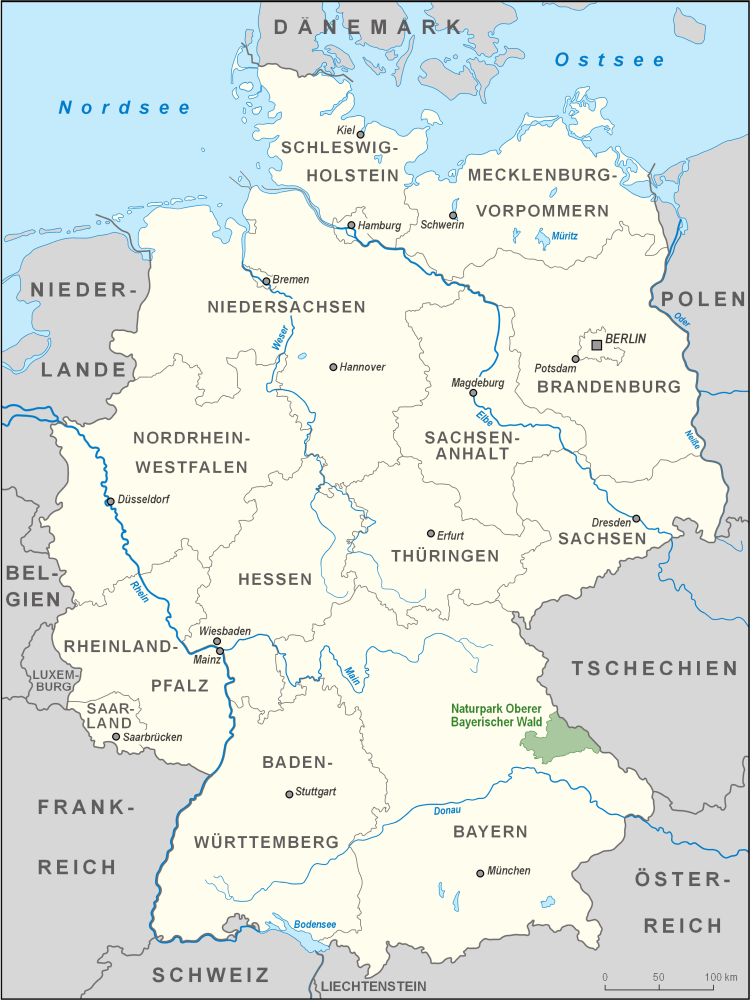
Poloha Přírodního parku Horní Bavorský les

Přírodní park Horní Bavorský les je s rozlohou 1738 km² jeden z největších přírodních parků v Bavorsku.
Přírodní park zahrnuje celé území zemského okresu Cham a východní část zemského okresu Schwandorf. Na severozápadě sousedí s Přírodním parkem Oberpfälzer Wald, na východě jej ohraničuje státní hranice mezi Českem a Německem, na jihu sousedí s Přírodním parkem Bavorský les.
Významnými vrcholy parku jsou Ostrý (1292 m), Hoher Bogen (1079 m), Kaitersberg (1133 m) a především nejvyšší Velký Javor (1456 m). Zhruba 40 % území parku pokrývají lesy. Přírodní rezervace zabírají 740 ha.